# Buzzing
Buzzing [ˈbʌzɪŋ] (engl. lautmalerisch für „Summen“; auch eingedeutscht Buzzen)  nennt man eine Technikübung beim Erlernen von Blechblasinstrumenten.
Dabei wird ohne Mundstück geübt, also versucht, einen Ton allein durch Lippenschwingung, ohne die Unterstützung des Mundstückes oder gar des gesamten Instrumentes zu treffen und gerade zu halten. Diese Übung ist relativ anspruchsvoll, da zur Erhaltung der Lippenspannung ohne Mundstück sehr viel Kraft und die richtige Technik erforderlich ist. Eine Übergangsübung ist das Halten eines Tones auf dem Instrument und das langsame Entfernen desselben. Buzzing gilt in der modernen Blechbläserschule als eine unverzichtbare Übung für den klassischen Ansatz bei Instrumenten wie Trompete, Posaune, Waldhorn oder Tuba.